# 창의고등학교
창의고등학교(創意高等學校)는 대한민국 경기도 화성시 목동에 있는 공립 고등학교이다.

## 학교 연혁
- 2017년 1월 6일 : 경기도립설치조례 제5468호 공포(3년제 36학급)
- 2017년 3월 1일 : 초대 김신영 교장 취임
- 2017년 3월 1일 : 개교(1학년 7학급)
- 2017년 3월 2일 : 제1회 입학식(남 134명, 여 68명 계 202명)
- 2018년 1월 1일 : 경기도교육청 교육과정 자율학교 지정(~2022)
- 2018년 1월 1일 : 경기도교육청 예술중점학교 지정(~2024)
- 2018년 1월 1일 : 경기도교육청 고교학점제 선도학교 지정(~2024)
- 2019년 1월 1일 : 경기도교육청 수학 나눔학교 지정
- 2019년 1월 1일 : 과학실 안전 모델학교
- 2019년 1월 1일 : 인텔 인공지능 시범 운영학교
- 2019년 3월 4일 : 제3회 입학식(남 205명, 여 165명 계 370명)
- 2020년 1월 1일 : 경기도교육청 STEAM선도학교 지정
- 2021년 1월 1일 : 화성시청 화성혁신교육지구 고교 교육과정 다양화 사업 지정
- 2021년 3월 2일 : 입학생 현황(남 185명, 여 203명 계 398명)
- 2023년 9월 1일 : 제3대 이계환 교장 취임

## 참고 자료
- 창의고등학교 - 한국교육학술정보원 학교알리미